# Ashlee Simpson
Ashlee Nicole Wentz (rođena kao Ashlee Nicole Simpson; Waco, Texas, 3. listopada 1984.) američka je pop pjevačica, spisateljica tekstova i glumica.

## Životopis

### Rani život
Ashlee je rođena u Wacou u Texasu, SAD, a odrasla je u Richardsonu u Teksasu. Ona je druga kćerka Joea Simpsona (bivšeg Baptista i sadašnjeg menadžera) i Tine Ann Drew.
Ashlee je pohađala školu Prairie Creek Elementary. Počela je studirati klasični balet s tri godine kako bi postala vješta plesačica. Primljena je u School of American Ballet u New Yorku kad je imala jedanaest godina. Nakon što je njezina sestra Jessica Simpson potpisala glazbeni ugovor, obitelj Simpson odlučila je odseliti u Los Angeles (Kalifornija), gdje se Ashlee počela pojavljivati u TV reklamama.

### Karijera
Ashlee Simpson karijeru je počela kao glumica, pojavljujući se u TV reklamama. Prvo je 2001. godine gostovala u humorističkoj seriji Malcolm u sredini, a potom je sljedeće godine imala manju ulogu u filmu Pravi komad, da bi iste godine dobila i ulogu Cecilije Smith u dramskoj seriji U sedmom nebu. Za tu je seriju, koju je snimala pune dvije godine, 2003. godine nominirana za nagradu TV Choice Breakout Star. Nakon slave koju je postigla igrajući tinejdžericu Ceciliju, MTV je uočio lijepu glumicu te odlučio u svoj program uvrstiti i njezin reality show nazvan jednostavno The Ashlee Simpson Show. Prva sezona, snimana od 2003. do sredine 2004. godine, fokusirana je na početak njezine glazbene karijere i snimanje debitantskog albuma nazvanog Autobiography. Druga sezona, snimana od kraja 2004. do početka 2005. godine, prikazuje život mlade pjevačice nakon objave njezinog studijskog albuma.
Nakon završetka snimanja svog showa, Ashlee dobiva jednu od glavnih uloga u filmu Undiscovered, a potom se odlučila okušati i na kazališnim daskama, i to u ulozi Roxie Hart u predstavi Chicago. Zanimljivo je napomenuti kako su, prije Ashlee, ulogu Roxie igrale i popularne glumice Brooke Shields i Melanie Griffith. Nešto prije angažmana u kazalištu izdala je i drugi album I Am Me, ponovno u izdanju američke diskografske kuće Geffen. 

## Privatni život
Sredinom svibnja 2008. godine u Kaliforniji se udala za Petea Wentza, basista i tekstopisca pop-punk benda Fall Out Boy. Ljubavnu vezu počeli su krajem 2006. godine. Konačno su, u travnju 2008., objavili svoje zaruke, a nekoliko dana kasnije tabloidi su se raspisali o tome kako je Ashlee trudna. Ovu vijest prvo je negirao Pete, koji je istog trena poslao e-mail uredništvu portala MTV News, dok se Ashlee i nije posebno izjašnjavala držeći da je to njihova privatna stvar. Ubrzo dolazi do raspleta priče, pa na službenoj web-stranici sastava Fall Out Boy objavljuju da očekuju prinovu.

## Diskografija
- Autobiography (2004.)
- I Am Me (2005.)
- Bittersweet World (2008.)
- Nepoznat naziv (2011.)

## Turneje
- 2005: Autobiography Tour
- 2005: I Am Me Tour
- 2006: L.O.V.E. Tour
- 2008: Outta My Head Club Tour

## Filmografija

### Filmovi
| Godina | Film         | Uloga   | Napomena       |
| ------ | ------------ | ------- | -------------- |
| 2002.  | Pravi komad  | Monique | Pojavljivane   |
| 2005.  | Undiscovered | Clea    | Sporedna uloga |

### Televizija
| Godina        | Serija                  | Uloga          | Napomena     |
| ------------- | ----------------------- | -------------- | ------------ |
| 2002. — 2004. | U sedmom nebu           | Cecilia Smith  |              |
| 2004. — 2005. | The Ashlee Simpson Show | Ashlee Simpson | Reality show |
| 2009. — 2010. | Melrose Place           | Violet Foster  |              |

### Gostujuća pojavljivanja
| Godina | Serija            | Uloga          | Napomena                                    |
| ------ | ----------------- | -------------- | ------------------------------------------- |
| 2001.  | Malcolm u sredini | Srednjoškolka  | "Reese Cooks" (epizoda 18, sezona 2)        |
| 2009.  | CSI: New York     | Lila Wickfield | "Point of No Return" (epizoda 18, sezona 5) |

### Kazalište
| Godina | Naslov  | Uloga      | Napomena     |
| ------ | ------- | ---------- | ------------ |
| 2006.  | Chicago | Roxie Hart | London Stage |
| 2009.  | Chicago | Roxie Hart | Broadway     |

## Nagrade
| Godina | Nagrada                          | Kategorija                                         |
| ------ | -------------------------------- | -------------------------------------------------- |
| 2004.  | Teen Choice Awards               | Novo lice Pjesma ljeta: "Pieces of Me"             |
| 2004.  | Billboard Awards                 | Najbolja nova izvođačica godine                    |
| 2005.  | MTV Asia Video Music Awards      | Omiljena međunarodna izvođačica u usponu           |
| 2005.  | RIAJ Gold Disc Award             | Novi izvođač                                       |
| 2006.  | TRL Awards                       | Bounce-Back izvođač                                |
| 2006.  | MTV Australia Video Music Awards | Najbolja izvođačica Najbolji pop spot: "Boyfriend" |

## Vanjske poveznice
- Službena web stranica